# حدس پوانکاره
حدس پوانکاره (در توپولوژی)، که برای شناسایی کره‌های سه‌بعدی است، بیان می‌دارد که هر منیفلد سه‌بعدی فشرده، بی‌مرز و همبند ساده الزاماً هومئومورف با کره سه‌بعدی، یعنی مرز دیسک چهاربعدی است. به بیان دیگر، هر منیفلد سه‌بعدی از نوع هموتوپی کره سه‌بعدی با آن همان‌ریخت است.
حدس پوانکاره به شکل‌های گوناگون تعمیم داده شده است، مثلاً به خمینه‌های ابعاد بالاتر، یا به رده خمینه‌های هموار. صورت دیگری از تعمیم حدس پوانکاره در بعد سه، حدس هندسی‌سازی ترستن است.
حدس پوانکاره نمونه‌ای از مواردی است که تعمیم‌های آن در ابعاد بالاتر زودتر از خود حدس به اثبات رسیده است. تعمیم حدس پوانکاره در ابعاد پنج به بالا توسط استیون اسمیل در سال ۱۹۶۱ میلادی، و در بعد چهار توسط مایکل فریدمن در سال ۱۹۸۲ میلادی به اثبات رسید. خودِ حدس پوانکاره، و در واقع حدس هندسی‌سازی ترستن که از آن قوی‌تر است، در سال‌های ۲۰۰۲ و ۲۰۰۳ میلادی در سلسله‌ای از مقالات توسط گریگوری پرلمان، و با استفاده از ایده‌های ابداعی ریچارد همیلتون در شارهای ریچی، اثبات شد. به این ترتیب، صورت توپولوژیک حدس پوانکاره و تعمیم آن در همه ابعاد به اثبات رسیده است.
در عین حال، تعمیم حدس پوانکاره در رده خمینه‌های هموار هنوز پاسخ قطعی ندارد. در این رده، تعمیم حدس در تمام ابعاد ۱ تا ۶، به استثنای بعد ۴، به اثبات رسیده است. در بعد چهار، هنوز اثبات یا مثال ناقضی برای حدس یافت نشده است. در بعد هفت، کرات غریب میلنر مثال ناقضی برای تعمیم حدس هموار پوانکاره به دست می‌دهند.